# روزنامه‌نگاری سیاسی
روزنامه‌نگاری سیاسی یک شاخهٔ گسترده از روزنامه‌نگاری است که همهٔ جلوه‌های سیاست و علوم سیاسی را پوشش می‌دهد با اینکه این عنوان معمولاً به سمت دولت‌های مدنی و قدرت سیاسی برمی‌گردد.
هدف روزنامه‌نگاری سیاسی این است که اطلاعاتی را برای رای‌دهندگان ارائه دهد که بتوانند نظر خودشان را بیان کرده و در اجتماع و بحث‌های ملی یا محلی شرکت کنند که بر آن‌ها اثر خواهد داشت. براساس مقاله‌ای از Edward Morrissey در theweek.com روزنامه‌نگاری سیاسی شامل روزنامه‌نگاری نظرات است. همان‌طور که رویدادهای سیاسی حال حاضر می‌توانند در گزارش‌ها تحت تأثیر قرار بگیرند. این اطلاعات شامل حقایق هستند، دورنمای آن ذهنی است و بر یک عقیده تکیه دارد.
Brendan Nyhan و John Sides براین باورند که روزنامه‌نگاران سیاسی که از سیاست گزارش می‌دهند معمولاً با تحقیق علوم سیاسی آشنایی ندارند و از ارتباط آن با کارشان مطلع نیستند. روزنامه‌نگارهایی که سیاست را پوشش می‌دهند و با اطلاعاتی که متن آن‌ها را تشکیل می‌دهد آشنا نیستند ممکن است باعث شوند نوشتهٔ آن‌ها جهت دیگری به خود بگیرد.
روزنامه‌نگاری سیاسی از طریق رسانه‌های مختلفی انجام می‌شود، به شکل چاپ‌شده، صدا و سیما یا گزارش آنلاین. استفاده از رسانه‌های دیجیتال افزایش یافته و پوشش لحظه‌ای از کمپین، سیاست، اخبار وقایع و چارچوبی قابل پذیرش برای کاندیداها را ممکن می‌کند. برخی رسانه‌ها به خاطر روزنامه‌نگاری سیاسی قوی، معروف شده‌اند مثل نیویورک تایمز و واشینگتن پست که به همین خاطر استفاده از آن‌ها بسیار بالاست. گزارش‌های سیاسی چاپ‌شده، آنلاین و در صدا و سیما که به عنوان سرگرمی ارائه می‌شوند برای به‌روزرسانی جلوه‌های وضعیت دولت، اخبار سیاسی، کمپین‌ها و انتخابات است.
با توجه به نظرات Geoffrey Baym اطلاعات ارائه شده نباید شامل اخبار جعلی باشند اما مرز بین اخبار سرگرمی و حقیقی باید تا زمان تجدید سیاسی محو و نامشخص باشد. این نوع روزنامه‌نگاری توسط مقاله‌نویس‌ها و افراد حرفه‌ای تحلیل، تفسیر و بررسی می‌شود؛ که این می‌تواند نیازمند ماهیتی باشد که از صحت اطلاعات ارائه شده جلوگیری می‌کند. گزارش اخبار با یک دید متعصب باعث می‌شود توانایی مخاطبان را برای طرح عقیده یا باور خودشان از چیزی که گزارش شده کم کند. این نوع گزارش با یک هدف سیاسی یا اجتماعی ممکن، انجام می‌شود.